# بيحان (عسير)
بيحان: أحد مراكز إمارة منطقة عسير. تقع في شمال أبها على مسافة 68 كيلاً، ويقطنها 2947 نسمة.